# Liste der Nummer-eins-Hits in Bulgarien (2018)
Diese Liste der Nummer-eins-Hits basiert auf den offiziellen Chartlisten (Българският топ 10 / Световният топ 10) von Prophon, der bulgarischen Musikverwertungsgesellschaft, im Jahr 2018.

## Singles
| ← 2017 ← | Liste der Nummer-eins-Hits in Bulgarien (Световният топ 10 [internationale Top 10]) | Liste der Nummer-eins-Hits in Bulgarien (Световният топ 10 [internationale Top 10]) | Liste der Nummer-eins-Hits in Bulgarien (Световният топ 10 [internationale Top 10])                                                                                               | 2019 → |
| \| Zeitraum \| Wo. ges. \| Interpret \| Titel Autor(en) \| Zusätzliche Informationen \| \| (Zeitraum, Wochen auf Platz eins, Interpret, Titel, Autor[en], zusätzliche Informationen) \| \| \| \| \| \| ----------------------------------------------------------------------------------------- \| -------- \| -------------------------------------- \| --------------------------------------------------------------------------------------------------------------------------------------------------------------------------------- \| ------------------------------------------------------------------------------------------------------------------------------------------------------------------------- \| \| 7. Dezember 2017 – 1. Februar 2018 8 Wochen \| 8 \| Camila Cabello \| Havana Louis Russell Bell, Camila Cabello, Adam Feeney, Brittany Hazzard, Brian D. Lee, Brandon Perry, Alexandra Leah Tamposi, Jeffrey Williams, Pharrell Williams, Andrew Wotman \| – \| \| 2. Februar 2018 – 8. Februar 2018 1 Woche \| 1 \| Mau y Ricky & Karol G \| Mi mala Ricardo Andres Reglero, Mauricio Alberto Reglero Rodríguez, Marcos Masis, Camilo Echeverry Correa, Jon Leone, Max Elliot Matluck, Carolina Giraldo Navarro \| – \| \| 9. Februar 2018 – 22. Februar 2018 2 Wochen \| 2 \| Fabrizio Parisi & Miyan feat. Belonoga \| Sunbeams \| – \| \| 23. Februar 2018 – 1. März 2018 1 Woche (insgesamt 9) \| 9 \| Camila Cabello feat. Young Thug \| Havana Camila Cabello, Brittany Hazzard, Ali Tamposi, Brian Lee, Andrew Watt, Pharrell Williams, Jeffery Lamar Williams, Adam Feeney, Louis Bell \| – \| \| 2. März 2018 – 14. Juni 2018 15 Wochen \| 15 \| 4 Magic \| Together (Vecheray, Rado) Together (Вечерай, Радо) Eliya Stoilova Todorova, Valentina Dicheva Nikova, Nikol Genadieva Kaneva, Eleonora Antonova Ivanova, Cristian Nicolae Tarcea \| Als erste Gruppe gewannen 4 Magic Ende 2017 die fünfte Staffel von X Factor Bulgarien. Das Frauenquartett aus Plowdiw steigt mit der ersten Single an die Chartspitze.[1] \| \| 15. Juni 2018 – 28. Juni 2018 2 Wochen \| 2 \| Kddk feat. Arilena Ara \| Last Train to Paris Kirill Igorevich Lupinos, Darko Dimitrov \| – \| \| 29. Juni 2018 – 5. Juli 2018 1 Woche (insgesamt 3) \| 3 \| Dan Bălan feat. Matteo \| Allegro ventigo \| – \| \| 6. Juli 2018 – 26. Juli 2018 3 Wochen (insgesamt 7) \| 7 \| Clean Bandit feat. Demi Lovato \| Solo Grace Chatto, Jack Patterson, Demetria Lovato, Camille Purcell, Frederick Gibson \| – \| \| 27. Juli 2018 – 9. August 2018 2 Wochen (insgesamt 3) \| 3 \| Dan Bălan feat. Matteo \| Allegro ventigo \| – \| \| 10. August 2018 – 6. September 2018 4 Wochen (insgesamt 7) \| 7 \| Clean Bandit feat. Demi Lovato \| Solo Grace Chatto, Jack Patterson, Demetria Lovato, Camille Purcell, Frederick Gibson \| – \| \| 7. September 2018 – 20. September 2018 2 Wochen \| 2 \| Jax Jones & Mabel feat. Rich the Kid \| Ring Ring Mabel Alabama Pearl McVey, Marlon Roudette, Camille Angelina Purcell, Mark Stuart Ralph, Timucin Fabian Kwong Wah Aluo, Uzoechi Osisioma Emenike \| – \| \| 21. September 2018 – 21. Februar 2019 22 Wochen \| 22 \| Kazka \| Plakala Плакала \| – \| |                                                                                     |                                                                                     | | |
| ← 2017 |                                                                                     |                                                                                     | | → 2019 → |
| Zeitraum | Wo. ges.                                                                            | Interpret                                                                           | Titel Autor(en) | Zusätzliche Informationen |
| (Zeitraum, Wochen auf Platz eins, Interpret, Titel, Autor[en], zusätzliche Informationen) |                                                                                     |                                                                                     | | |
| 7. Dezember 2017 – 1. Februar 2018 8 Wochen | 8                                                                                   | Camila Cabello                                                                      | Havana Louis Russell Bell, Camila Cabello, Adam Feeney, Brittany Hazzard, Brian D. Lee, Brandon Perry, Alexandra Leah Tamposi, Jeffrey Williams, Pharrell Williams, Andrew Wotman | – |
| 2. Februar 2018 – 8. Februar 2018 1 Woche | 1                                                                                   | Mau y Ricky & Karol G                                                               | Mi mala Ricardo Andres Reglero, Mauricio Alberto Reglero Rodríguez, Marcos Masis, Camilo Echeverry Correa, Jon Leone, Max Elliot Matluck, Carolina Giraldo Navarro                | – |
| 9. Februar 2018 – 22. Februar 2018 2 Wochen | 2                                                                                   | Fabrizio Parisi & Miyan feat. Belonoga                                              | Sunbeams | – |
| 23. Februar 2018 – 1. März 2018 1 Woche (insgesamt 9) | 9                                                                                   | Camila Cabello feat. Young Thug                                                     | Havana Camila Cabello, Brittany Hazzard, Ali Tamposi, Brian Lee, Andrew Watt, Pharrell Williams, Jeffery Lamar Williams, Adam Feeney, Louis Bell                                  | – |
| 2. März 2018 – 14. Juni 2018 15 Wochen | 15                                                                                  | 4 Magic                                                                             | Together (Vecheray, Rado) Together (Вечерай, Радо) Eliya Stoilova Todorova, Valentina Dicheva Nikova, Nikol Genadieva Kaneva, Eleonora Antonova Ivanova, Cristian Nicolae Tarcea  | Als erste Gruppe gewannen 4 Magic Ende 2017 die fünfte Staffel von X Factor Bulgarien. Das Frauenquartett aus Plowdiw steigt mit der ersten Single an die Chartspitze. |
| 15. Juni 2018 – 28. Juni 2018 2 Wochen | 2                                                                                   | Kddk feat. Arilena Ara                                                              | Last Train to Paris Kirill Igorevich Lupinos, Darko Dimitrov | – |
| 29. Juni 2018 – 5. Juli 2018 1 Woche (insgesamt 3) | 3                                                                                   | Dan Bălan feat. Matteo                                                              | Allegro ventigo | – |
| 6. Juli 2018 – 26. Juli 2018 3 Wochen (insgesamt 7) | 7                                                                                   | Clean Bandit feat. Demi Lovato                                                      | Solo Grace Chatto, Jack Patterson, Demetria Lovato, Camille Purcell, Frederick Gibson                                                                                             | – |
| 27. Juli 2018 – 9. August 2018 2 Wochen (insgesamt 3) | 3                                                                                   | Dan Bălan feat. Matteo                                                              | Allegro ventigo | – |
| 10. August 2018 – 6. September 2018 4 Wochen (insgesamt 7) | 7                                                                                   | Clean Bandit feat. Demi Lovato                                                      | Solo Grace Chatto, Jack Patterson, Demetria Lovato, Camille Purcell, Frederick Gibson                                                                                             | – |
| 7. September 2018 – 20. September 2018 2 Wochen | 2                                                                                   | Jax Jones & Mabel feat. Rich the Kid                                                | Ring Ring Mabel Alabama Pearl McVey, Marlon Roudette, Camille Angelina Purcell, Mark Stuart Ralph, Timucin Fabian Kwong Wah Aluo, Uzoechi Osisioma Emenike                        | – |
| 21. September 2018 – 21. Februar 2019 22 Wochen | 22                                                                                  | Kazka                                                                               | Plakala Плакала | – |

| ← 2017 ← | Liste der Nummer-eins-Hits in Bulgarien (national) | Liste der Nummer-eins-Hits in Bulgarien (national) | Liste der Nummer-eins-Hits in Bulgarien (national) | 2019 →                    |
| \| Zeitraum \| Wo. ges. \| Interpret \| Titel Autor(en) \| Zusätzliche Informationen \| \| (Zeitraum, Wochen auf Platz eins, Interpret, Titel, Autor[en], zusätzliche Informationen) \| \| \| \| \| \| ----------------------------------------------------------------------------------------- \| -------- \| -------------------------------------- \| -------------------------------------------------------------------------------------------------------------------------------------------------------------------------------- \| ------------------------- \| \| 15. Dezember 2017 – 1. März 2018 11 Wochen \| 11 \| Fabrizio Parisi & Miyan feat. Belonogo \| Sunbeams \| – \| \| 2. März 2018 – 6. September 2018 27 Wochen \| 27 \| 4 Magic \| Together (Vecheray, Rado) Together (Вечерай, Радо) Eliya Stoilova Todorova, Valentina Dicheva Nikova, Nikol Genadieva Kaneva, Eleonora Antonova Ivanova, Cristian Nicolae Tarcea \| – \| \| 7. September 2018 – 20. September 2018 2 Wochen \| 2 \| Monoir feat. Dara \| My Time Darina Nikolaeva Yotova, Cristian Nicolae Tarcea \| – \| \| 21. September 2018 – 6. Dezember 2018 11 Wochen \| 11 \| Krisko feat. Tita Криско и Тита \| Iskam da buda s teb Искам да бъда с теб \| – \| \| 7. Dezember 2018 – 13. Dezember 2018 1 Woche \| 1 \| Michaela Marinova Михаела Маринова \| Tiempo Mihaela Borislavova Marinova, Cristian Nicolae Tarcea \| – \| \| 14. Dezember 2018 – 20. Dezember 2018 1 Woche \| 1 \| Gery-Nikol Гери-Никол \| Ustni Устни \| – \| \| 21. Dezember 2018 – 27. Dezember 2018 1 Woche \| 1 \| Yoana Гери-Никол \| Da ne spim Да не спим Musik: Cristian Nicolae Tarcea; Text: Lyubomir Tsvetanov Kirov \| – \| \| 28. Dezember 2018 – 14. Februar 2019 7 Wochen \| 7 \| 4 Magic \| Kolko mi lipsvash Колко ми липсваш Musik: Cristian Nicolae Tarcea; Text: Eliya Stoilova Todorova, Valentina Dicheva Nikova, Nikol Genadieva Kaneva, Eleonora Antonova Ivanova \| – \| |                                                    |                                                    | |                           |
| ← 2017 |                                                    |                                                    | | → 2019 →                  |
| Zeitraum | Wo. ges.                                           | Interpret                                          | Titel Autor(en) | Zusätzliche Informationen |
| (Zeitraum, Wochen auf Platz eins, Interpret, Titel, Autor[en], zusätzliche Informationen) |                                                    |                                                    | |                           |
| 15. Dezember 2017 – 1. März 2018 11 Wochen | 11                                                 | Fabrizio Parisi & Miyan feat. Belonogo             | Sunbeams | –                         |
| 2. März 2018 – 6. September 2018 27 Wochen | 27                                                 | 4 Magic                                            | Together (Vecheray, Rado) Together (Вечерай, Радо) Eliya Stoilova Todorova, Valentina Dicheva Nikova, Nikol Genadieva Kaneva, Eleonora Antonova Ivanova, Cristian Nicolae Tarcea | –                         |
| 7. September 2018 – 20. September 2018 2 Wochen | 2                                                  | Monoir feat. Dara                                  | My Time Darina Nikolaeva Yotova, Cristian Nicolae Tarcea | –                         |
| 21. September 2018 – 6. Dezember 2018 11 Wochen | 11                                                 | Krisko feat. Tita Криско и Тита                    | Iskam da buda s teb Искам да бъда с теб | –                         |
| 7. Dezember 2018 – 13. Dezember 2018 1 Woche | 1                                                  | Michaela Marinova Михаела Маринова                 | Tiempo Mihaela Borislavova Marinova, Cristian Nicolae Tarcea | –                         |
| 14. Dezember 2018 – 20. Dezember 2018 1 Woche | 1                                                  | Gery-Nikol Гери-Никол                              | Ustni Устни | –                         |
| 21. Dezember 2018 – 27. Dezember 2018 1 Woche | 1                                                  | Yoana Гери-Никол                                   | Da ne spim Да не спим Musik: Cristian Nicolae Tarcea; Text: Lyubomir Tsvetanov Kirov                                                                                             | –                         |
| 28. Dezember 2018 – 14. Februar 2019 7 Wochen | 7                                                  | 4 Magic                                            | Kolko mi lipsvash Колко ми липсваш Musik: Cristian Nicolae Tarcea; Text: Eliya Stoilova Todorova, Valentina Dicheva Nikova, Nikol Genadieva Kaneva, Eleonora Antonova Ivanova    | –                         |